# Hofanlage Am Günnemoor 18
Die Hofanlage Am Günnemoor 18 in der niedersächsischen Stadt Osterholz-Scharmbeck-Teufelsmoor im Landkreis Osterholz stammt vom Anfang des 19. Jahrhunderts. Aktuell (2025) wird sie zum Wohnen und landwirtschaftlich genutzt.
Die Gebäude stehen unter Denkmalschutz (siehe auch Liste der Baudenkmale in Osterholz-Scharmbeck).

## Geschichte und Beschreibung
Der Ort Teufelsmoor auf der Osterholzer Geest am Rand der Landschaft Teufelsmoor stammt aus dem 14. Jahrhundert und ist als Reihendorf durch die Landwirtschaft geprägt.
Die Hofanlage beim Hochmoor Günnemoor besteht aus
- dem eingeschossigen giebelständigen Wohn- und Wirtschaftsgebäude als Zweiständer-Hallenhaus vom Anfang des 19. Jahrhunderts in Fachwerk mit Steinausfachungen, mit reetgedecktem Krüppelwalmdach als Niedersachsengiebel mit Uhlenloch, Pferdeköpfen und der Grooten Door mit Korbbogen,[2]
- der giebelständigen Scheune von 1810 (Inschrift) in Fachwerk mit Steinausfachungen und reetgedecktem Walmdach sowie mit zwei Quereinfahrten[3]
- und dem giebelständigen langgestreckten Stall aus dem 19. Jh. in Fachwerk mit ziegelgedecktem Satteldach und drei Quereinfahrten.[4]

Das Landesdenkmalamt befand u. a.: „… drei firstparallel zueinander stehenden Bauten des 19. Jahrhunderts besteht …“